# 임준성
임준성(1991년 4월 10일 ~ )은 대한민국의 뮤지컬 배우다.

## 방송
- 더블 캐스팅 (2020) - Top71

## 공연
- 더 스토리 오브 언더더씨 (2019)
- 푸르고 푸른 - 대구 (2019)
- 별 하나 애 (2022)
- 헤어드레서 (2022)